# Uppslagsverket Finland

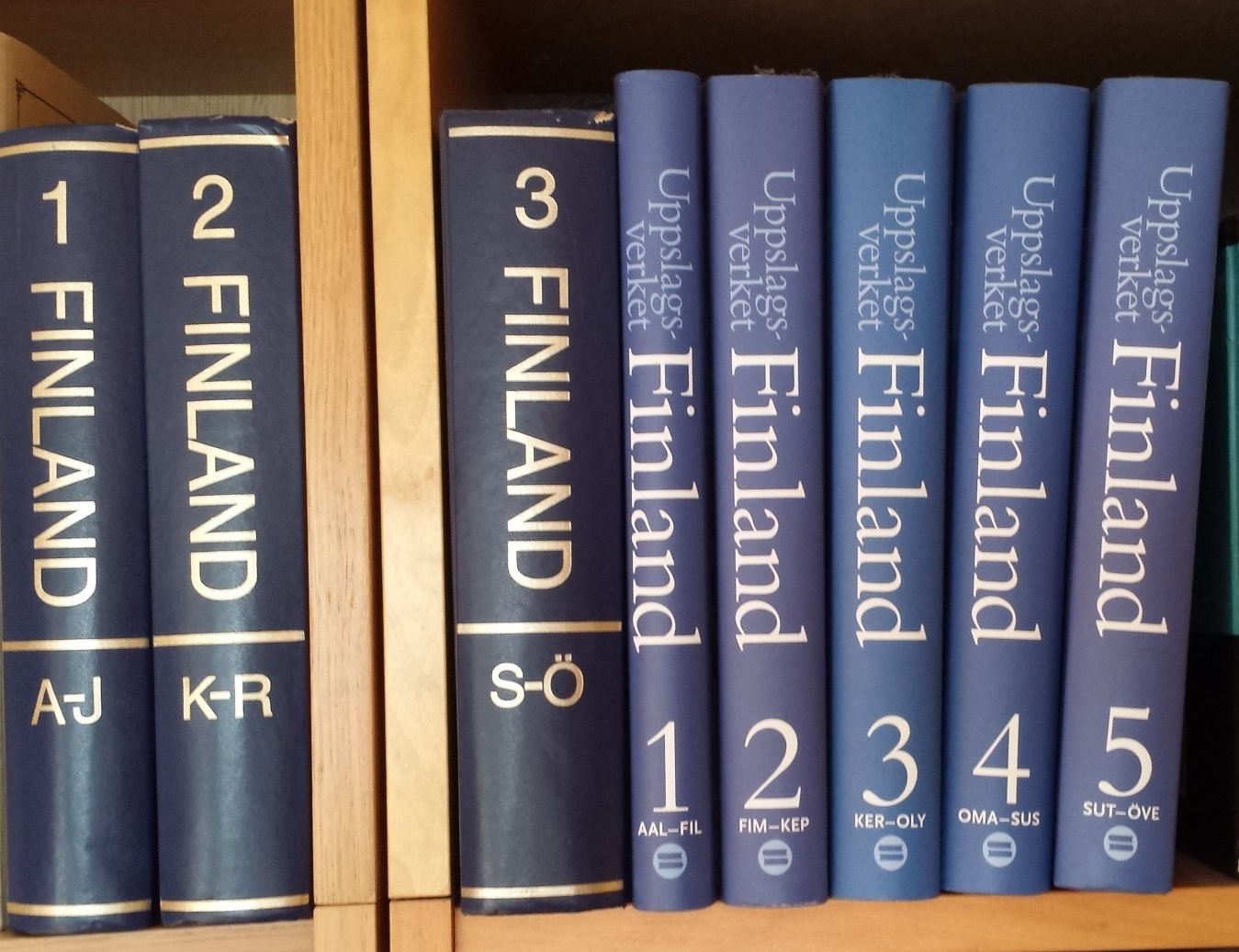
Dwa fizyczne wydania Uppslagsverket Finland

Uppslagsverket Finland – encyklopedia w języku szwedzkim skierowana do odbiorców szwedofińskich.
Początki projektu sięgają roku 1969, kiedy powstało stowarzyszenie Föreningen finlandssvenska uppslagsverk. Autorzy – członkowie stowarzyszenia – wyszli z założenia, że wiele rzeczy w fińskich i szwedzkich encyklopediach wymaga innego opisania dla odbiorcy szwedofińskiego, zwłaszcza tematy dotyczące historii, języka i kultury mniejszości szwedzkojęzycznej. Pierwsze wydanie encyklopedii zostało wydane w trzech ok. 700-stronicowych tomach w latach 1982–1985. Drugie wydanie pojawiło się w latach 2003–2007 w pięciu tomach. Od 2009 encyklopedia jest osiągalna w internecie. Zaś jej artykuły dostępne są pod licencją CC-BY-SA umożliwiając ich dowolne użycie.